# FCGR1B
FCGR1B (англ. Fc fragment of IgG receptor Ib) – білок, який кодується однойменним геном, розташованим у людей на 1-й хромосомі. Довжина поліпептидного ланцюга білка становить 280 амінокислот, а молекулярна маса — 32 232.
| 10         |  | 20         |  | 30         |  | 40         |  | 50         |
| ---------- |  | ---------- |  | ---------- |  | ---------- |  | ---------- |
| MWFLTTLLLW |  | VPVDGQVDTT |  | KAVITLQPPW |  | VSVFQEETVT |  | LHCEVLHLPG |
| SSSTQWFLNG |  | TATQTSTPSY |  | RITSASVNDS |  | GEYRCQRGLS |  | GRSDPIQLEI |
| HRGWLLLQVS |  | SRVFMEGEPL |  | ALRCHAWKDK |  | LVYNVLYYRN |  | GKAFKFFHWN |
| SNLTILKTNI |  | SHNGTYHCSG |  | MGKHRYTSAG |  | ISQYTVKGLQ |  | LPTPVWFHVL |
| FYLAVGIMFL |  | VNTVLWVTIR |  | KELKRKKKWN |  | LEISLDSGHE |  | KKVISSLQED |
| RHLEEELKCQ |  | EQKEEQLQEG |  | VHRKEPQGAT |  |            |  |            |

A: Аланін

C: Цистеїн

D: Аспарагінова кислота

E: Глутамінова кислота

F: Фенілаланін

G: Гліцин

H: Гістидин

I: Ізолейцин

K: Лізин

L: Лейцин

M: Метіонін

N: Аспарагін

P: Пролін

Q: Глутамін

R: Аргінін

S: Серин

T: Треонін

V: Валін

W: Триптофан

Кодований геном білок за функцією належить до рецепторів. 
Задіяний у таких біологічних процесах, як адаптивний імунітет, імунітет, альтернативний сплайсинг. 
Локалізований у клітинній мембрані, мембрані.